# Erik Wallerius
Erik Gustaf Wallerius, född 16 april 1878 i Göteborg, död 7 maj 1967 i Göteborg, var en svensk seglare.
Wallerius seglade för Göteborgs KSS. Han blev olympisk guldmedaljör i Stockholm 1912. Wallerius är begravd på Östra kyrkogården i Göteborg.